# Seven de la República 2013 (torneo femenino)
El torneo femenino del Seven de la República 2013 fue el segundo torneo de rugby 7 para selecciones mayores absolutas de Sudamérica en formar parte del Seven de la República 2013, el tradicional torneo de fin de temporada organizado por la Unión Argentina de Rugby y la Unión Entrerriana de Rugby y jugado en la ciudad de Paraná, Entre Ríos. Se llevó a cabo el 13 y 14 de diciembre de 2013 en El Plumazo, sede del Club Atlético Estudiantes.
El torneo se volvió a disputar bajo el sistema de todos contra todos a una sola ronda, la victoria otorgando 2 puntos, el empate 1 y la derrota 0 puntos. Respecto a la edición anterior, un quinto seleccionado fue invitado a formar parte del torneo, la Selección femenina de rugby 7 de Perú. Originalmente, el torneo también iba a contar con la participación de Brasil.
El seleccionado argentino se quedó con el campeonato de forma invicta por segundo año consecutivo, ganando todos sus encuentros y recibiendo solamente cinco puntos en contra.

## Equipos participantes
Participaron las selecciones nacionales de cinco uniones de Sudamérica:
| - Argentina | - Chile | - Paraguay | - Perú | - Uruguay |

## Partidos
| Pos. | Equipos   | Partidos | Partidos | Partidos | Tantos | Tantos | Tantos | Pts. |
| Pos. | Equipos   | G        | E        | P        | PF     | PC     | DP     | Pts. |
| ---- | --------- | -------- | -------- | -------- | ------ | ------ | ------ | ---- |
| 1.°  | Argentina | 4        | 0        | 0        | 125    | 5      | +120   | 8    |
| 2.°  | Uruguay   | 3        | 0        | 1        | 89     | 36     | +53    | 6    |
| 3.°  | Paraguay  | 2        | 0        | 2        | 34     | 74     | -40    | 4    |
| 4.°  | Chile     | 1        | 0        | 3        | 29     | 52     | -23    | 2    |
| 5.°  | Perú      | 0        | 0        | 4        | 5      | 115    | -110   | 0    |

| 13 de diciembre | Argentina | 31 - 0  | Paraguay | CA Estudiantes, Paraná |  |
|                 |           | Reporte |          |                        |  |

| 13 de diciembre | Chile | 17 - 0  | Perú | CA Estudiantes, Paraná |  |
|                 |       | Reporte |      |                        |  |

| 13 de diciembre | Chile | 5 - 15  | Uruguay | CA Estudiantes, Paraná |  |
|                 |       | Reporte |         |                        |  |

| 13 de diciembre | Argentina | 41 - 0  | Perú | CA Estudiantes, Paraná |  |
|                 |           | Reporte |      |                        |  |

| 13 de diciembre | Uruguay | 36 - 0  | Paraguay | CA Estudiantes, Paraná |  |
|                 |         | Reporte |          |                        |  |

| 14 de diciembre | Uruguay | 33 - 5  | Perú | CA Estudiantes, Paraná |  |
|                 |         | Reporte |      |                        |  |

| 14 de diciembre | Paraguay | 10 - 7  | Chile | CA Estudiantes, Paraná |  |
|                 |          | Reporte |       |                        |  |

| 14 de diciembre | Argentina | 27 - 0  | Chile | CA Estudiantes, Paraná |  |
|                 |           | Reporte |       |                        |  |

| 14 de diciembre | Perú | 0 - 24  | Paraguay | CA Estudiantes, Paraná |  |
|                 |      | Reporte |          |                        |  |

| 14 de diciembre | Argentina | 26 - 5  | Uruguay | CA Estudiantes, Paraná |  |
|                 |           | Reporte |         |                        |  |

| Bandera de Argentina |
| Argentina Campeón    |
| Segundo título       |